# Ілянда (комуна)
Ілянда (рум. Ileanda) — комуна у повіті Селаж в Румунії. До складу комуни входять такі села (дані про населення за 2002 рік):
- Ілянда (1201 особа) — адміністративний центр комуни
- Бирсеуца (23 особи)
- Бізуша-Бей (79 осіб)
- Дебічень (233 особи)
- Долхень (113 осіб)
- Лумінішу (122 особи)
- Мелень (10 осіб)
- Негрень (117 осіб)
- Перій-Вадулуй (154 особи)
- Подішу (159 осіб)
- Ресточ (170 осіб)
- Рогна (118 осіб)
- Шаса (90 осіб)

Комуна розташована на відстані 374 км на північний захід від Бухареста, 45 км на схід від Залеу, 61 км на північ від Клуж-Напоки.

## Населення
За даними перепису населення 2002 року у комуні проживали 2589 осіб.
Національний склад населення комуни:
| Національність | Кількість осіб | Відсоток |
| -------------- | -------------- | -------- |
| румуни         | 2325           | 89,8%    |
| цигани         | 244            | 9,4%     |
| угорці         | 17             | 0,7%     |
| українці       | 2              | 0,1%     |
| німці          | 1              | < 0,1%   |

Рідною мовою назвали:
| Мова       | Кількість осіб | Відсоток |
| ---------- | -------------- | -------- |
| румунська  | 2504           | 96,7%    |
| циганська  | 67             | 2,6%     |
| угорська   | 15             | 0,6%     |
| українська | 2              | 0,1%     |
| німецька   | 1              | < 0,1%   |

Склад населення комуни за віросповіданням:
| Релігія                                       | Кількість осіб | Відсоток |
| --------------------------------------------- | -------------- | -------- |
| православні                                   | 2064           | 79,7%    |
| п'ятдесятники                                 | 238            | 9,2%     |
| греко-католики                                | 226            | 8,7%     |
| адвентисти                                    | 25             | 1,0%     |
| римо-католики                                 | 11             | 0,4%     |
| баптисти                                      | 10             | 0,4%     |
| реформати                                     | 9              | 0,3%     |
| бретрени                                      | 4              | 0,2%     |
| лютерани (Синодально-пресвітеріанська церква) | 1              | < 0,1%   |
| не релігійні                                  | 1              | < 0,1%   |